# Melanie (Jommeke)
Melanie is het 95ste stripverhaal van Jommeke. De reeks wordt getekend door striptekenaar Jef Nys.

## Verhaal
Omdat hij het zo druk heeft maakt professor Gobelijn een robot voor huishoudelijk werk die hij Melanie doopt. Melanie kan zowel met een programma als via een afstandsbediening gestuurd worden. Op een paar programmafoutjes van de eeuwig verstrooide professor na werkt ze goed. Als Melanie een ongeval veroorzaakt verstopt Jommeke haar. Dan worden ze gezien door Anatool. Die overmeestert Jommeke en steelt Melanie.
Het eerste dat Anatool doet met Melanie is een postzak met geld stelen. Daarna heeft hij nog een grote kraak op het oog. Jommeke komt hem echter op het spoor. Anatool heeft dat door en neemt hem gevangen. Flip kan de afstandsbediening van Melanie afnemen van Anatool maar het valt stuk op de vloer. Als Jommeke Filiberke wil terugzien moet hij het laten maken door Gobelijn. Die werkt intussen ook aan een krachtige zender om de controle over Melanie terug te krijgen. Nadat Jommeke de gemaakte zender ruilt voor Filiberke vertrekt Anatool met Melanie naar New York in de Verenigde Staten. Daar vindt een tentoonstelling van edelstenen plaats waaronder een 15 kg zware diamant. Met Melanie steelt Anatool die diamant. Met een klein vliegtuig wil hij daarna naar Brazilië vluchten. Dan is echter de krachtige zender van Gobelijn klaar. Gobelijn beveelt Melanie het vliegtuig te saboteren. Als wat later de politie in aantocht is vluchten Anatool en zijn twee handlangers. Ten slotte raakt Melanie overbelast door de te krachtige zender en ze explodeert.
Uiteindelijk besluit professor Gobelijn geen nieuwe robot te bouwen. In plaats daarvan helpen Jommeke, Filiberke en de Miekes hem met zijn huishoudelijk werk.

## Achtergronden bij het verhaal
- De robot Melanie wordt later opnieuw gebruikt in het album, In de klauwen van Prutelia.